# Kalocsai Klára
Kalocsai Klára (Budapest, 1972. május 27. –) válogatott labdarúgó, hátvéd.

## Pályafutása

### A válogatottban
1993-tól 11 alkalommal szerepelt a válogatottban.

## Sikerei, díjai
- Magyar bajnokság
  - bajnok: 1993–94, 1994–95
  - 2.: 1992–93
  - 3.: 1990–91

## Statisztika

### Mérkőzései a válogatottban
| Magyarország | Magyarország      | Magyarország | Magyarország     | Magyarország | Magyarország  | Magyarország     | Magyarország | Magyarország |
| #            | Dátum             | Helyszín     | Hazai            | Eredmény     | Vendég        | Kiírás           | Gólok        | Esemény      |
| ------------ | ----------------- | ------------ | ---------------- | ------------ | ------------- | ---------------- | ------------ | ------------ |
| 1.           | 1991. április 1.  | Várna        | Bulgária         | 0 – 1        | Magyarország  | nemzetközi torna | -            | becserélve   |
| 2.           | 1991. április 2.  | Sumen (BUL)  | Jugoszlávia      | 3 – 1        | Magyarország  | nemzetközi torna | -            |              |
| 3.           | 1991. április 3.  | Várna (BUL)  | Egyesült Államok | 6 – 0        | Magyarország  | nemzetközi torna | -            |              |
| 4.           | 1991. április 5.  | Várna (BUL)  | Japán            | 2 – 0        | Magyarország  | nemzetközi torna | -            |              |
| 5.           | 1991. április 6.  | Várna (BUL)  | Magyarország     | 3 – 1        | Románia       | nemzetközi torna | -            |              |
| 6.           | 1994. április 29. | Tiszakécske  | Magyarország     | 1 – 0        | Lengyelország | barátságos       | -            |              |
| 7.           | 1994. május 1.    | Kartal       | Magyarország     | 2 – 2        | Lengyelország | barátságos       | -            |              |
|              | Összesen          |              |                  | 7            | mérkőzés      |                  | 0            | gól          |